# Kellmünz an der Iller
Kellmünz an der Iller (eller: Kellmünz a.d.Iller) er en købstad (markt) i Landkreis Neu-Ulm i Regierungsbezirk Schwaben i den tyske delstat Bayern. Den er en del af Verwaltungsgemeinschaft Altenstadt.

## Geografi
Kellmünz ligger i Mittelschwaben ved floden Iller, omkring halvejs mellem Illertissen og Memmingen.

## Historie
Navnet Kellmünz stammer fra den førgermanske tid og kommer formentlig af Caelius Mons, som på tysk oversættes til Himmelsberg (Himmelbjerget). I år 15 f.Kr. havde romerne besat landet mellem Alperne og Donau og oprettet provinsen Raetia. I Kellmünz byggede de omkring 300 e.Kr. et Kastel på Caelius Mons. Det var omgivet af en 100 m lang bred stenmur med mange tårne. Kastelleet husede ca. 300 mand.